# Lutz György
Lutz György (Siklós, 1944. június 13. – 1994. június 18.) labdarúgó, csatár.

## Pályafutása
1962 és 1965 között a Komlói Bányász labdarúgója volt. Az élvonalban 1963. június 23-án mutatkozott be a Szegedi EAC ellen, ahol csapata 3–1-es győzelmet aratott. 1966 és 1971 között a Pécsi Dózsa játékosa volt. Az élvonalban összesen 75 mérkőzésen szerepelt és tíz gólt szerzett.